# Chrysopasta elegans
Chrysopasta elegans är en tvåvingeart som först beskrevs av Macquart 1846.  Chrysopasta elegans ingår i släktet Chrysopasta och familjen parasitflugor. Inga underarter finns listade i Catalogue of Life.